# Криптобиоз (состояние организма)
Криптобиоз (от др.-греч. κρυπτός — тайный, скрытый и βίος — жизнь) — метаболическое состояние экстремофильных организмов, приостановка их жизнедеятельности под воздействием неблагоприятных условий или иных факторов окружающей среды. В данных организмах химические процессы метаболизма приближаются к нулевому уровню.
Термин «криптобиоз» был введён в 1959 году биохимиком и энтомологом Давидом Гиршевичем Кейлиным.
Криптобиоз наблюдается у некоторых беспозвоночных животных, таких как тихоходки, нематоды, Artemia salina. Так же у большинства семян растений и многих микроорганизмов, такие как дрожжи. Исследования показали, что некоторые организмы могут выживать десятилетиями, даже столетиями, в сухом состоянии.
Одним из примеров организмов, способных к криптобиозу являются личинки комаров-звонцов вида Polypedilum vanderplanki. Они способны выживать в экстремальных условиях, длительное время существуя в состоянии почти полного обезвоживания и быстро возвращаться к жизни при наступлении благоприятных условий. В условиях криптобиоза тело личинки Polypedilum vanderplanki «высыхает» — до 3 % содержания воды от общей массы тела. В обезвоженном состоянии личинки становятся невосприимчивыми к многим экстремальным условиям окружающей среды. Может выжить при температуре от −170 °C до +106 °C, очень высоких (до 7000 греев) уровнях гамма-излучения и воздействии вакуума.

## Криптобионты
Криптобионты подразделяются на:
1. тех, у которых криптобиотическое состояние может проявляться только на определённой стадии онтогенетического развития
2. тех, которые могут вступать в криптобиоз на любой стадии своего жизненного цикла.

Первая категория включает виды членистоногих, ракообразных, брахиопод, насекомых, споры некоторых грибов и бактерий, а также пыльцу и семена некоторых растений; в то время как вторая категория в основном включает виды простейших, коловраток, нематод, тихоходок, прямокрылых и несколько видов мхов, лишайников и водорослей, а также некоторые высшие растения.
Самым известным примером существ, которые входят в это состояние, являются тихоходки (от латинского tardigrade, что означает медленные движения). Это беспозвоночные животные, способные жить в любой точке мира, от морских глубин до самых негостеприимных уголков суши. Они существуют 600 миллионов лет, идентифицировано более 1000 видов.
Самыми «снолюбивыми» на сегодняшний день признаны микроорганизмы, обнаруженные русским ученым Николаем Константиновичем Чудиновым в 1954 г. Они «спали» 250 млн.лет.
Научно-популярный фильм « Узники Пермского моря» (1970,СССР).